# Въоръжени сили на Русия в Руско-турската война (1877 – 1878)
Въоръжени сили на Русия в Руско-турската война (1877 – 1878) са основен участник и страна в Руско-турската война (1877 – 1878).

## В навечерието на войната
Въоръжените сили на Русия са в процес на основно преустройство в съответствие с военната реформа на военния министър генерал-лейтенант Дмитрий Милютин. През 1874 г. е въведена всеобща военна повинност. Служат 25% от военно-задължените, определени по жребий. Останалите мъже от 20- до 40-годишна възраст са зачислени направо в опълчението. Срокът на военна служба дава възможност да се създаде значителен резерв от обучени войници.

## Състав и структура
През 1876 г. списъчният състав на руската армия е 1 474 498 войници и 25 953 офицери. Състои се от:
- редовни полеви войски: пехота, кавалерия, артилерия, инженерни части, свързочни части и флот;
- тилови войски;
- запасни войски;
- спомагателни войски;
- нередовни войски: казаци, части от неруски националности;
- опълчение.

Основна тактическа единица в пехотата е пехотен батальон. Съставен е от 5 пехотни роти по 168 офицери и войници във всяка. Четири от ротите са линейни, а петата е стрелкова, съставена от най-добрите войници.
Пехотният полк е съставен от 3-ри пехотни батальона.
Пехотната бригада е от 2-ва пехотни полка.
Пехотната дивизия е от 2-ва пехотни бригади. Гвардейската пехотна дивизия има по 16 пехотни батальона (по 4-ри пехотни роти във всеки), като броят на войниците е равен на броя в пехотната дивизия.
Конната дивизия се състои от 2 конни бригади. Конната бригада е от 2 конни полка. Конният полк е от 4-ри конни ескадрона по 128 офицери и войници във всеки.
Донският казашки полк е от 6 конни сотни.
Пешата артилерийска батарея има 8 оръдия. Конно-артилерийската батарея е с 2 оръдия. По-голямото формирование е артилерийската бригада.
Армейският корпус е най-голямото съединение. Състои се от 2 пехотни дивизии, 1 конна дивизия и 2 артилерийски бригади.
Черноморския флот, поради ограниченията на Парижкия договор от 1856 г., се състои от 2 броненосеца, 4 корвета, 20 парахода, 14 шхуни, 1 баркас, 5 катера, 7 миноносеца и 22 мобилизирани граждански парахода.
Войнишкият състав е добре подготвен, храбър и самопожертвователен.
Подофицерският състав, който командва най-малките тактически подразделения, е сравнително добре обучен и с малък боен опит.
Офицерският състав е 60% от необходимия за случай на война. Две трети от него са с добра и задоволителна обща и специална подготовка. Добре подготвените офицери служат предимно в гвардията, артилерийските и инженерните части и по-малко в армейската пехота и конницата. Щабните офицери, средният и висшият команден състав притежават солидна подготовка и много често са завършили военни академии.

## Тактика
В полевата тактика на пехотата основен боен строй е батальонният. Стрелковите вериги имат допълваща роля. Значение се отдава на щиковия удар при непосредствено сближаване с противника.
Тактиката на конницата е развръщане от походен в боен строй от движение. Прилага се с елементи на парадност. В бойните действия нейната роля се подценява. По тази причина ефективният ѝ принос е най-вече в преследването на противника и проникването в дълбокия тил.
Инженерните войски са на голяма висота. Успешно се справят със съвременните фортификационни съоръжения и понтонните мостове.
Артилерията прилага добре огъня от близки разстояния. Поради недостига на далекобойни оръдия отстъпва в средния и далечния обстрел.
Свързочните части са ефективни и се справят с 9 военно-походни телеграфни парка, всеки с по 8 апарата и 100 км. кабел.
Обозът е разнообразен и достатъчен. Поради неразвитостта на жп мрежата на Балканския полуостров основната теглителна сила е животинската.
Черноморският флот успешно прилага минните атаки на лейтенант Степан Макаров и парализира османския флот.
При провеждането на полевите операции успешно се прилага създаването на временни Сборни отряди или колони за решаването на оперативните задачи. Широко се практикува обхващането на противника и фланговите удари при боевете от движение и с висока степен на маневреност. При позиционните боеве фронталните атаки често се съчетават с обхващане на противника.

## Въоръжение
В навечерието на войната руската армия е въоръжена с първите образци нарезно оръжие. В пехотата с пушки „Бердан 1“ и „Бердан 2“ са въоръжени 35% от войниците, с „Крнка“ – 50% и с „Карле“ – 15%. Най-добри качества има „Бердан 2“, образец 1870 г. (до 20 изстрела в минута, далекобойност до 4000 крачки). Съответства на най-добрите пушки на епохата, в т.ч. и на пушката „Пибоди-Мартини“, въведена на въоръжение в османската армия.
Частите, въоръжени с „Бердан 1“, спешно са превъоръжени в навечерието на войната с „Бердан 2“. Пушката „Крнка“ (до 12 изстрела в минута, далекобойност до 2000 крачки) съответства на пушка „Шнайдер“ в османската армия, но няма добър прием сред войниците (при продължителна стрелба не изхвърля добре гилзите). Пушката „Карле“ има някои предимства в сравнение с „Крнка“, но често прави засечки. Българското опълчение е въоръжено с пушка „Шаспо“ обр. 1866 г. с тесак. Пехотното оръжие е многосистемно, не се използва достатъчно скорозарядност и далекобойност. Констатиран е недостиг на патрон като на войник средно са 180 – 185 бр.
Конницата е въоръжена с пики, саби, револвери, карабини и пушки от облекчен тип.
Артилерията е въоръжена с полски (4- и 9-фунтови) и планински (3-фунтови) оръдия. Деветфунтовите оръдия са с тегло 1700 kg, стрелят с граната на 3200 m. при начална скорост 320 m/s. Четирифунтовите са с тегло 1300 kg, стрелят на 2500 m. при начална скорост 300 m/s. Трифунтовите са с тегло 245 kg, разглобяеми и преносими с животни, стрелят на 1423 m при начална скорост на гранатата 213 m/s. Всички оръдия са бронзови, пълнят се отзад, имат клинов затвор и нарези. Средно на оръдие са налични по 98 – 168 снаряда. Стреля се с обикновени гранати и шрапнели (ефикасни на къси и средни разстояния до 2000 m) и картеч (резултат до 420 m) Артилерийското въоръжение е многосистемно, сложно, с недостатъчност при далекобойните и средни системи, неефективно при стрелба срещу землени укрепления редути, които широко се използват от противника.

## Действаща армия на Балканския полуостров
Върховен главнокомандващ на въоръжените сили на Русия е император Александър II.
На 1/13 ноември 1876 г. е създадена действаща армия за Руско-турската война (1877 – 1878) на Балканския полуостров. Главнокомандващ на действащата армия е Великият княз Николай Николаевич, който има извънредни пълномощия. Действията му се контролират пряко от императора, който през почти целия период на войната е при действащата армия.
В началото на войната е в състав: 100 пехотни батальона, 150 ескадрона, 472 оръдия и др. До 25 юни/7 юли 1877 г. съставът ѝ нараства до 182 Пехотни батальона, 215 ескадрона, 802 оръдия и др. През месец септември – октомври е усилена със 100 000 офицери и войници и 40 батареи, а през месец ноември с още 100 000 офицери и войници.
Ежедневно в реалните бойни действия участват около 300 000 офицери и войници. Разделени са на отряди съгласно стратегическия план за водене на войната. В хода на действията са усилвани и структурирани. Получават заповеди и задачи съобразно с етапите на войната: начален, борба за надмощие, настъпателен и заключителен. В навечерието на военните действия са:
- Западен отряд от 35 000 офицери и войници и 108 оръдия с командир генерал-лейтенат Николай Криденер.
- Преден отряд от 12 000 офицери и войници и 40 оръдия с командир генерал-лейтенант Йосиф Гурко. На 30 юли/11 август разформирован като отделна бойна единица.
- Русчушки отряд – 70 000 офицери и войници и 102 оръдия с командир престолонаследникът Алексанър Александрович.
- Чаиркьойски отряд с командир генерал-лейтенант Сергей Татишчев, Османпазарски отряд с командир генерал-майор Леонел Раден от всичко 20 000 офицери и войници.
- Долнодунавски отряд от 30 000 офицери и войници с командир генерал-лейтенант Аполон Цимерман.

### Корпусна организация
Според „Бойно разписание на руската действаща армия в Руско-турската война (1877 – 1878)“ корпусната организация в началото на войната е:
Гвардейски корпус, престолонаследник княз Александър Александрович
- 1-ва Гвардейска пехотна дивизия, генерал-майор Отон Раух
- 2-ра Гвардейска пехотна дивизия, генерал-лейтенант Павел Шувалов
- 3-та Гвардейска пехотна дивизия, генерал-лейтенант Василий Каталей
- 2-ра Гвардейска кавалерийска дивизия, генерал-лейтенант Йосиф Гурко
- 3-та Гвардейска конно-артилерийска бригада, генерал-майор Александър Шепелев
- 1-ва Гвардейска артилерийска бригада, генерал-майор Едуард Овандер
- 2-ра Гвардейска артилерийска бригада, полковник Иван Бураго
- 3-та Гвардейска артилерийска бригада, полковник Михаил Зиновиев

Гренадирски корпус, генерал-лейтенант Иван Ганецки
- 2-ра Гренадирска дивизия, генерал-лейтенант Владимир Свечин
- 3-та Гренадирска дивизия, генерал-майор Михаил Данилов
- 2-ра Гренадирска артилерийска бригада, полковник Александър Шеголев
- 3-та Гренадирска артилерийска бригада, генерал-майор Николай Сидоров

1-ви армейски корпус
- 24-та пехотна дивизия, генерал-лейтенант Константин Гершелман
- 1-ва кавалерийска дивизия, генерал-лейтенант Михаил Дохтуров
- 24-та артилерийска бригада, полковник Алексей Шепелев
- 1-ва и 2-ра конна батарея

4-ти армейски корпус, генерал-лейтенант Павел Зотов
- 16-а пехотна дивизия, генерал-лейтенант Всеволод Померанцев
- 30-а пехотна дивизия, генерал-лейтенант Николай Пузанов
- IV кавалерийска дивизия, генерал-лейтенант Евгений Крылов
- 16-а артилерийска бригада, генерал-майор Борети
- 3-та артилерийска бригада, полковник Александър Свиньин

8-и армейски корпус, генерал-лейтенант Фьодор Радецки
- 9-а пехотна дивизия, генерал-лейтенант княз Николай Святополк-Мирски
- 14-а пехотна дивизия, генерал-майор Михаил Драгомиров
- 8-а кавалерийска дивизия, генерал-лейтенант Александър Манвелов
- 9-а артилерийска бригада, генерал-майор Алексей Аносов
- 14-а артилериска бригада, полковник Михаил Зиновиев

9-ги армейски корпус, генерал-лейтенант барон Николай Криденер
- 5-а пехотна дивизия, генерал-лейтенант Юрий Шилдер-Шулднер
- 31-ва пехотна дивизия, генерал-лейтенант Николай Веляминов
- 9-а кавалерийска дивизия, генерал-майор Павел Лашкарев
- 5-а артилерийска бригада, генерал-майор Даниил Похитонов
- 31-ва артилерийска бригада, генерал-майор Едуард Гилхен

11-и армейски корпус, генерал-лейтенант княз Алексей Шаховски
- 11-ва пехотна дивизия, генерал-майор Казимир Ернрот
- 32-ва пехотна дивизия, генерал-лейтенант Александър Аллер
- 11-а кавалерийска дивизия, генерал-лейтенант Леонид Татищев
- 11-а артилерийска бригада, полковник Иван Прейс
- 32-ра артилерийска бригада, генерал-майор Пьотър Мухин

12-и армейски корпус, генерал-лейтенант Пьотър Вановски
- 12-а пехотна дивизия, генерал-лейтенант барон Александър Фиркс
- 33-та пехотна дивизия, генерал-майор Алексей Тимофеев
- 12-а кавалерийска дивизия, генерал-майор барон Александър Дризен
- 12-а артилерийска бригада, генерал-майор Василий Калмиков
- 33-та артилерийска бригада, полковник Александър Висковатов

13-и армейски корпус, генерал-лейтенант барон Александър Ган
- 1-ва пехотна дивизия, генерал-лейтенант Дмитрий Прохоров
- 35-а пехотна дивизия, генерал-лейтенант Николай Баранов
- 13-а кавалерийска дивизия, генерал-майор Леонел Раден
- 1-ва артилерийска бригада, генерал-майор Симонов
- 35-а артилерийска бригада, полковник Микел

14-ви армейски корпус, генерал-лейтенант Аполон Цимерман
- 17-а пехотна дивизия, генерал-майор Виктор Пороховников
- 18-а пехотна дивизия, генерал-лейтенант Александър Нарбут
- I Донска казашка дивизия, генерал-лейтенант Иван Шамшев
- 17-а артилерийска бригада, генерал-майор Вилхелм Фриде
- 18-а артилерийска бригада, генерал-майор Богданов

7-и армейски корпус, генерал-лейтенант Николай Ганецки, за охрана на Черноморското крайбрежие
10-и армейски корпус, генерал-лейтенант Семьон Воронцов, за охрана на Черноморското крайбрежие
Части извън корпусната организация
- 2-ра пехотна дивизия, генерал-майор княз Александър Имеретински
- 3-та пехотна дивизия, генерал-лейтенант Павел Карцов
- 26-а пехотна дивизия, генерал-лейтенант барон Едуард Делингсхаузен
- Сводна казашка дивизия
- 2-ра Донска казашка дивизия, генерал-майор Виктор Родионов
- Българско опълчение, генерал-майор Николай Столетов
- Обсадна артилерия
- Сапьорни бригади
- Артилерийски бригади
- ЖП батальони
- Понтонни батальони
- Военно-телеграфен парк
- Жандармски ескадрони
- 4-та Резервна пехотна дивизия
- 6-а Резервна пехотна дивизия
- 4-та Резервна артилерийска бригада

### Полеви щаб
Полевият щаб е ръководно структурно звено в управленската система на действащата армия. Състои се от 3 отделения: строево, инспекторско и стопанско. Началник на Полевия щаб е генерал от пехотата Артур Непокойчицки. Членове на щаба са: генерал-майор Казимир Левицки (първи помощник но началника на Полевия щаб), генерал-лейтенант Мартин Кучевски (втори помощник но началника на Полевия щаб), генерал-лейтенант Николай Масалски (командир на артилерията), генерал-майор Александър Деп (командир на инженерните войски), генерал-лейтенант Василий Каталей (командир на военните съобщения) и действителен таен съветник Иван Аренс (интендант на армията).

### Военен съвет
Военният съвет обсъжда и приема решения за стратегическото развитие на военните действия. Свиква се от император Александър II. Постоянният му състав е: император Александър II, княз Николай Николаевич (главнокомандващ действаща армия), генерал-лейтенант Дмитрий Милютин (военен министър), генерал от пехотата Артур Непокойчицки (началник на Полевия щаб) и крал Карол I. В работата на Военния съвет са привлечени и генерал-майор Казимир Левицки (първи помощник на началника на Полевия щаб), генерал-лейтенант Павел Зотов (командир на IV Армейски корпус), генерал-лейтенант Николай Обручев (автор на стратегическия план на войната) и генерал от инженерните войски Едуард Тотлебен (автор на плана за обсадата на Плевен).

## Действаща армия на Кавказкия фронт
В навечерието на войната силите на Действащата Кавказка руска армия са около 120 000 офицери и войници, 25 000 конници и 350 оръдия. Обединени са в две главни групировки:
1. Действащ корпус с командир генерал от кавалерията Михаил Лорис-Меликов от 52 586 офицери и войници и 160 оръдия. Съставен е от:
  - Главни сили с командир генерал-лейтенант Василий Хейман от 28 434 офицери и войници и 92 оръдия;
  - Ахалцински отряд с командир генерал-лейтенант Фьодор Девел от 13 477 офицери и войници и 36 оръдия;
  - Еревански отряд с командир генерал-лейтенант Арзас Тергукасов от 11 675 офицери и войници и 32 оръдия.
2. Рионски отряд с командир генерал-лейтенант Иван Оклобжио от 24 126 офицери и войници и 96 оръдия. Подразделя се на:
  - Кобулетски отряд;
  - Гурийски отряд;
  - Кутански отряд.

Главнокомандващ на Действуващата Кавказка руска армия е великият княз Михаил Николаевич, фактически главнокомандващ е генерал от кавалерията Михаил Лорис-Меликов.
В хода на войната силите са усилени с 40-а пехотна дивизия и 1-ва Гренадирска пехотна дивизия. Личния състав е добре обучен, храбър и самопожертвувателен.

## Руски план за военните действия
Разработването на плана започва от есента на 1876 г. и преминава през няколко етапа. В основата му залягат идеите, развити от генерал-лейтенант Николай Обручев. Като район на главни военни действия е определен Балканския полуостров, където руската армия може да разчита на всестранната подкрепа на българското население, да съсредоточи значителни сили и да провежда големи операции, да нанася решителни удари към столицата на Османската империя.
Като основна стратегическа задача е поставено настъпление към Цариград чрез мощен удар, нанесен от главните сили на Действащата армия по направлението Свищов – Централна Стара планина – долината на река Тунджа – Одрин. Предвижда се заобикаляне на многобройните противникови сили в Четириъгълника на крепостите Русе – Силистра – Варна – Шумен, срещу който заемат отбранителни позиции част от силите на Действащата армия. Предвидено е превземането на крепостта Русе.
Кавказ и Мала Азия се разглеждат като второстепенен район на военните действия. Последните се развиват според руския план за Кавказкия фронт.
Руският Черноморски флот е определен за съдействие на сухопътните сили при организиране и осъществяване охраната на Черноморското крайбрежие.
Планът изхожда от предпоставката, че осъществяването му може да бъде постигнато в продължение на 2 – 3 месеца от 300 000 армия. Основен недостатък е подценяване на противниковите сили и тяхната способност за противодействие, не са предвидени резервни варианти в случай на неуспех при реализацията на отделни операции. Военните действия протичат в основни линии според плана.

## Военни карти
Първата руска военна карта на Балканския полуостров е съставена в началото на XIX век. Използва се по време на Руско-турската война 1828 – 1829 г. Върху основата на направеното полуинструментално заснемане на завзетата територия през 1835 г. е създадена деветверстова карта. В навечерието на войната е издадена Военно-топографска деветверстова карта на Балканския полуостров, автор е полковник Николай Артамонов. В началото на войната е издадена в 700 екземпляра на руски език седемверстова карта на Северна България, изготвена от Феликс Каниц. Използвана е и т.н. седемверстова австрийска карта.
Ориентацията на руските офицери за особеностите на България се извършва и с:
- „Маршрути по Европейска Турция“. Брошура, издадена в тираж 750 екземпляра. Разпространява се из частите на Действащата руска армия. Съдържа описанието на най-важните пътища и цялостна характеристика на пътната мрежа в Северна България.
- „Материалы для изучение Болгарии“. Поредица, издадена в Букурещ през 1877 г. Съдържа сведения от различни източници, относно демографската, социално-икономическата, административната и други характеристики на българските земи. Съставена по инициатива на княз Владимир Черкаски от комисия, председателствана от полковник Леонид Соболев. В работата вземат участие: Тодор Бурмов, Найден Геров, Петко Славейков, Константин Станишев и др.
- „Балканы“. Брошура, издадена в Букурещ в тираж 750 екз. Съдържа подробно описание на старопланинските проходи. За изготвянето ѝ са използвани сведения на Феликс Каниц от пътуванията му в Северна България.
- „Българска граматика“ от Петър Оджаков. Предназначена за военнослужещи от Действащата Руска армия.

## Галерия
- Паметникът на Шипка
- Храм-паметник „Рождество Христово“ при гр. Шипка
- Паметник „Героите при Плевен“. Москва
- Орден „Свети Георги“